# Ruthenosaurus
Ruthenosaurus — це вимерлий рід казеїдових синапсидів, який жив на території сучасної південної Франції під час ранньої пермі (пізній артинський період) приблизно 285 мільйонів років тому. Голотип — зчленований частковий посткраніальний скелет. Він був зібраний Д. Сігоньо-Рассел і Д. Расселом у 1970 році. Його вперше назвали Роберт Р. Рейс, Гілларі К. Меддін, Йорг Фребіш і Джоселін Фальконнет у 2011 році, а типовим видом є Ruthenosaurus russellorum.